# Marcellaz
Marcellaz (um Verwechslungen mit Marcellaz-Albanais zu vermeiden oft auch Marcellaz-en-Faucigny genannt) ist eine französische Gemeinde im Département Haute-Savoie in der Region Auvergne-Rhône-Alpes.

## Geographie
Marcellaz liegt auf 650 m, etwa 17 Kilometer ostsüdöstlich der Stadt Genf (Luftlinie). Das Dorf erstreckt sich im Faucigny, an aussichtsreicher Lage an einem sanft nach Nordwesten geneigten Hang, am östlichen Rand des Arvetals.
Die Fläche des 4,17 km² großen Gemeindegebiets umfasst einen Abschnitt des Faucigny. Der Hauptteil des Gebietes wird vom breiten Höhenrücken von Marcellaz eingenommen, auf dem mit 706 m die höchste Erhebung der Gemeinde erreicht wird. Nach Osten erstreckt sich der Gemeindeboden in das Waldgebiet Bois de Chaubon und bis an den Foron, einen linken Seitenbach der Menoge.
Zu Marcellaz gehören verschiedene Weilersiedlungen, darunter Le Quart d’Avoz (635 m) östlich an das Dorf anschließend. Nachbargemeinden von Marcellaz sind Fillinges im Norden, Viuz-en-Sallaz und Peillonnex im Osten sowie Contamine-sur-Arve im Westen.

## Geschichte
Das Gemeindegebiet von Marcellaz war bereits in vorgeschichtlicher Zeit besiedelt. Im Mittelalter gehörte Marcellaz zum Gebiet der Herrschaft Faucigny. Als Teil der Dauphiné gelangte der Ort 1349 an Frankreich, wurde aber im Vertrag von Paris 1355 in einem Länderabtausch an die Grafen von Savoyen abgegeben. Danach teilte Marcellaz das Schicksal Savoyens.

## Sehenswürdigkeiten
Die Dorfkirche im romanischen Stil geht ursprünglich auf das 12. Jahrhundert zurück.

## Bevölkerung
| Jahr                       | 1962 | 1968 | 1975 | 1982 | 1990 | 1999 |
| Einwohner                  | 269  | 251  | 304  | 434  | 518  | 695  |
| Quellen: Cassini und INSEE |      |      |      |      |      |      |

Mit 1072 Einwohnern (Stand 1. Januar 2022) gehört Marcellaz zu den kleinen Gemeinden des Département Haute-Savoie. Seit Beginn der 1960er Jahre wurde dank der schönen Wohnlage ein kontinuierliches starkes Bevölkerungswachstum verzeichnet. Außerhalb des alten Dorfkerns entstanden zahlreiche Einfamilienhäuser.

## Wirtschaft und Infrastruktur
Marcellaz war bis weit ins 20. Jahrhundert hinein ein vorwiegend durch die Landwirtschaft geprägtes Dorf. Heute gibt es verschiedene Betriebe des lokalen Kleingewerbes. Zahlreiche Erwerbstätige sind Wegpendler, die in den größeren Ortschaften der Umgebung, vor allem im Raum Genf-Annemasse, ihrer Arbeit nachgehen.
Die Ortschaft liegt abseits der größeren Durchgangsstraßen, ist aber trotzdem gut erschlossen. Der nächste Anschluss an die Autobahn A40 befindet sich in einer Entfernung von rund 5 km. Straßenverbindungen bestehen mit Fillinges, Peillonnex und Bonneville.